# 阿米尼 (芒什省)
阿米尼（法語：Amigny，法語發音：[amiɲi]）是法国芒什省的一个市镇，属于圣洛区。

## 地理
阿米尼（49°9'20"N, 1°10'46"W）面积3.69 平方千米，位于法国诺曼底大区芒什省，该省份为法国西北部沿海省份，西、北、东北三面环大西洋，东起顺时针与卡爾瓦多斯省、奧恩省、马耶讷省和伊勒-维莱讷省接壤。
与阿米尼接壤的市镇（或旧市镇、城区）包括：蓬埃贝尔、泰尔瓦勒。

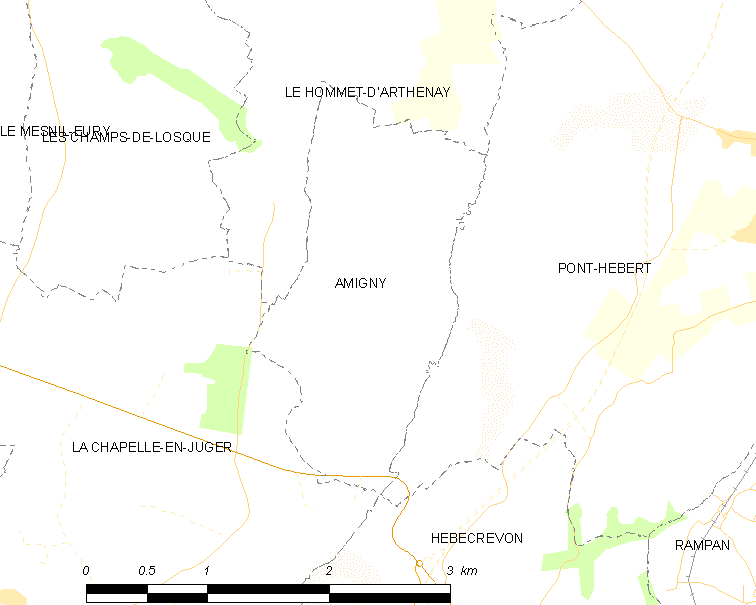
的OSM定位图

阿米尼的时区为UTC+01:00、UTC+02:00（夏令时）。

## 行政
阿米尼的邮政编码为50620，INSEE市镇编码为50006。

## 政治
阿米尼所属的省级选区为蓬埃贝尔县。

## 人口

1962-2008年间人口变化图示

阿米尼于2022年1月1日时的人口数量为153人。